# Pilosocereus chrysacanthus
Pilosocereus chrysacanthus (F.A.C.Weber ex K.Schum.) Byles & G.D.Rowley es una especie de planta fanerógama de la familia Cactaceae.

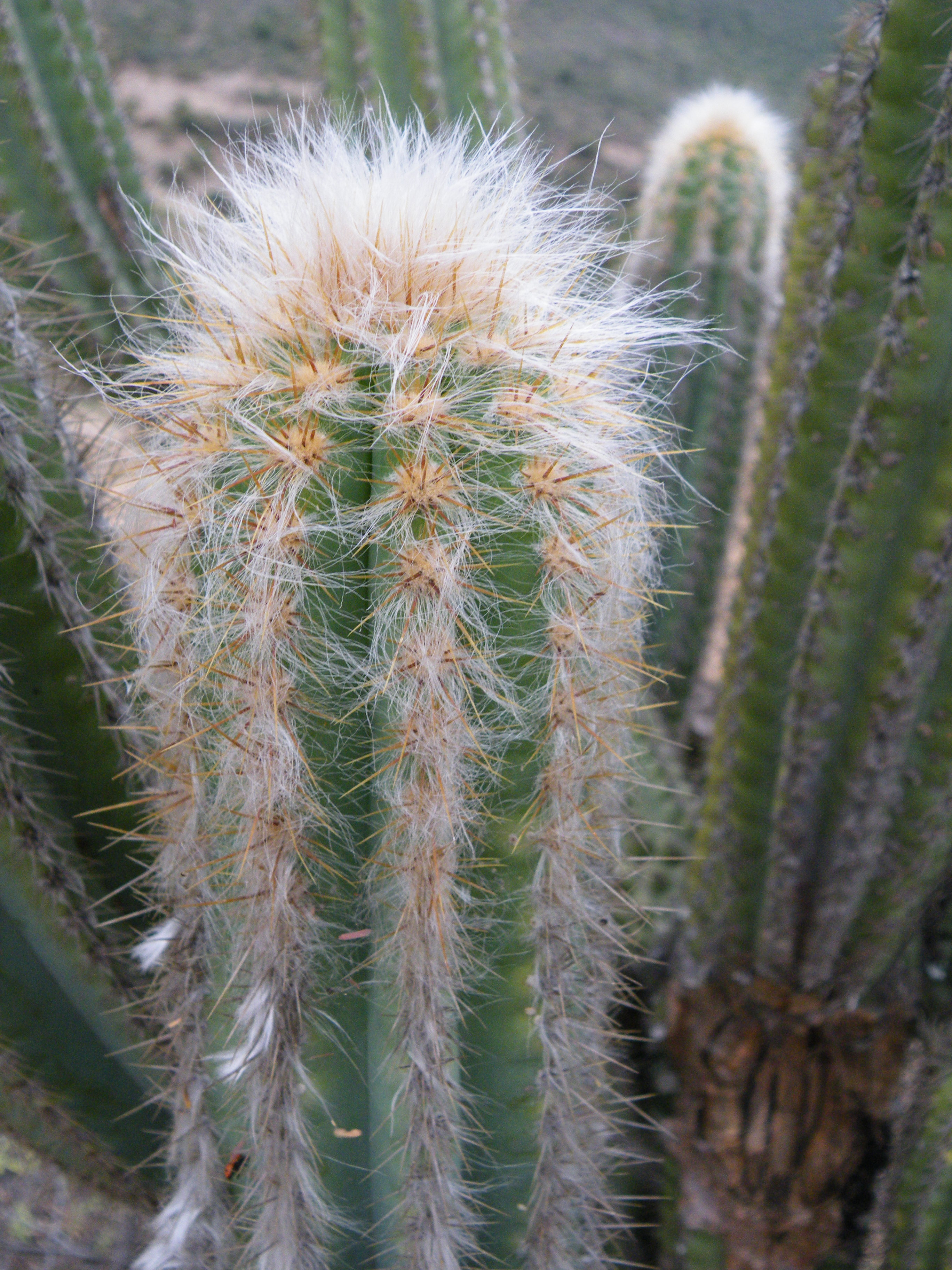
Vista de la planta

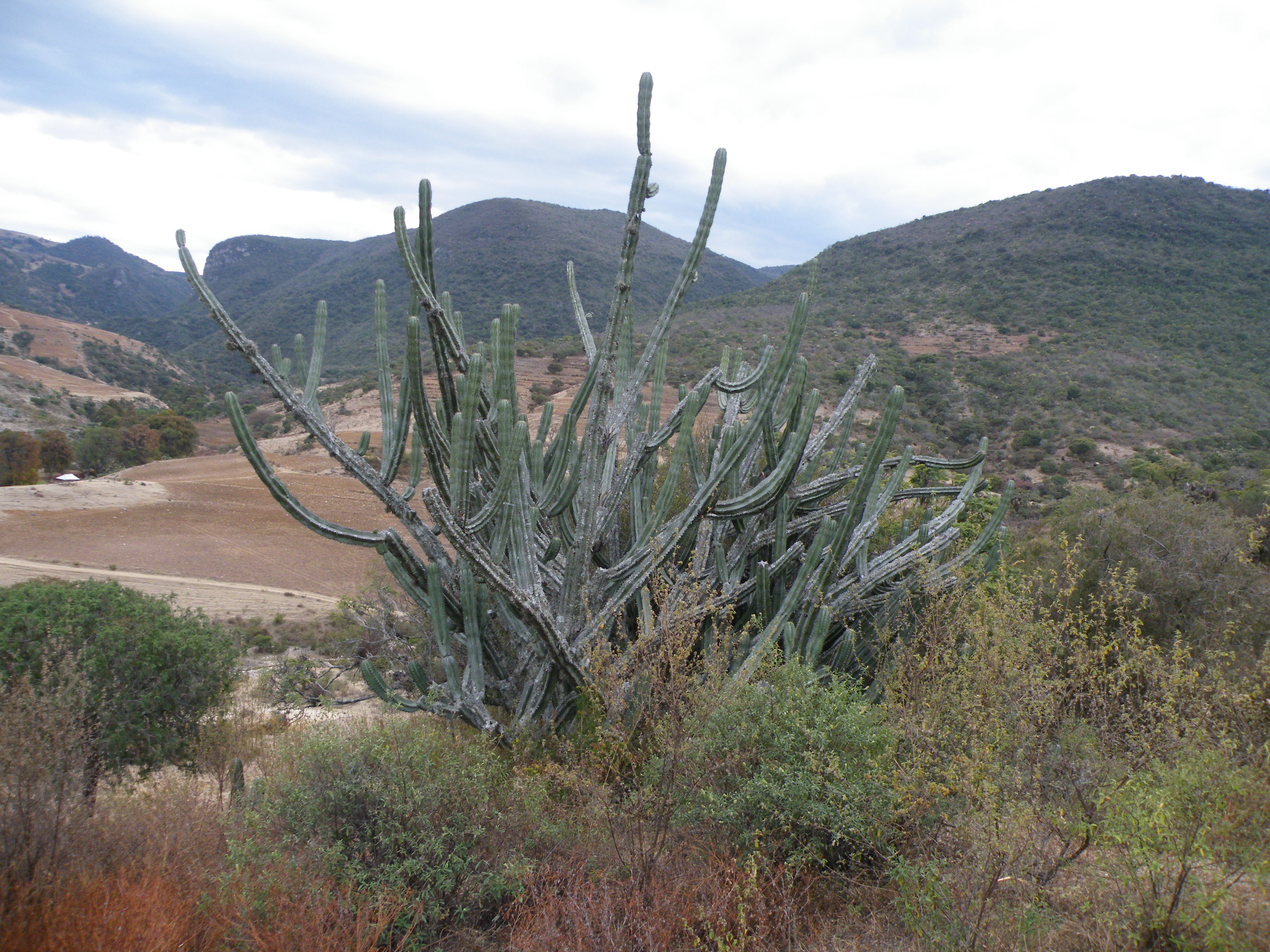
En su hábitat

## Hábitat
Es endémica de  México en (Puebla, Tehuacán, Oaxaca)

## Descripción
Es un cactus arbolado que alcanza  relativamente rápido hasta 5 m de altura los tallos tienen 7,5 cm de diámetro con 9 a 12 costillas y areolas  de separación de 1 cm con 12 a 15 espinas de color amarillento que van oscureciendo con la edad, tienen hasta 4 cm de largo Las flores son nocturnas en forma de embudo de color rosa, vienen en una zona peluda en un lado del tallo superior. Miden 7.5 cm de largo  y 5 cm de diámetro (5 cm).  Su ovario está cubierto de pelo.  La fruta es morada con las semillas negras y son comestibles. Presenta de 15 a 25 espinas, entre radiales y centrales, ya que son indiferenciables unas de otras, amarillo-rojizas, al tiempo rojizas, después negras en la base y al ápice grisáceas, rectas o ligeramente curvas, aciculares, algunas adpresas y otras pronunciadas hacia afuera. Planta arborescente de 3 a 6 m de altura. Ramificaciones rectas o ligeramente curvas, próximas entre sí, ápice con lana, redondeado. Tallo principal corto y poco leñoso. Costillas de lO a 14, pronunciadas y distantes entre sí. Ramas adultas desarrollan margen deltoide por podarios. Areolas ovadas, las apicales con lana. Zona fértil diferenciada por lana a lo largo de ramas adultas. Flores con tépalos oblongos a lanceolados y rosas. Estambres blancos y estigma lobulado.

## Taxonomía
Pilosocereus chrysacanthus fue descrita por (F.A.C.Weber ex K.Schum.) Byles & G.D.Rowley y publicado en Cactus and Succulent Journal of Great Britain 19(3): 66. 1957.
Etimología
Pilosocereus: nombre genérico que significa "Cereus peludo".
chrysacanthus: epíteto latino que significa "con espinas doradas".
Sinonimia
- Cereus chrysacanthus
- Pilocereus chrysacanthus
- Cephalocereus chrysacanthus[4]